# Edlef Romeny

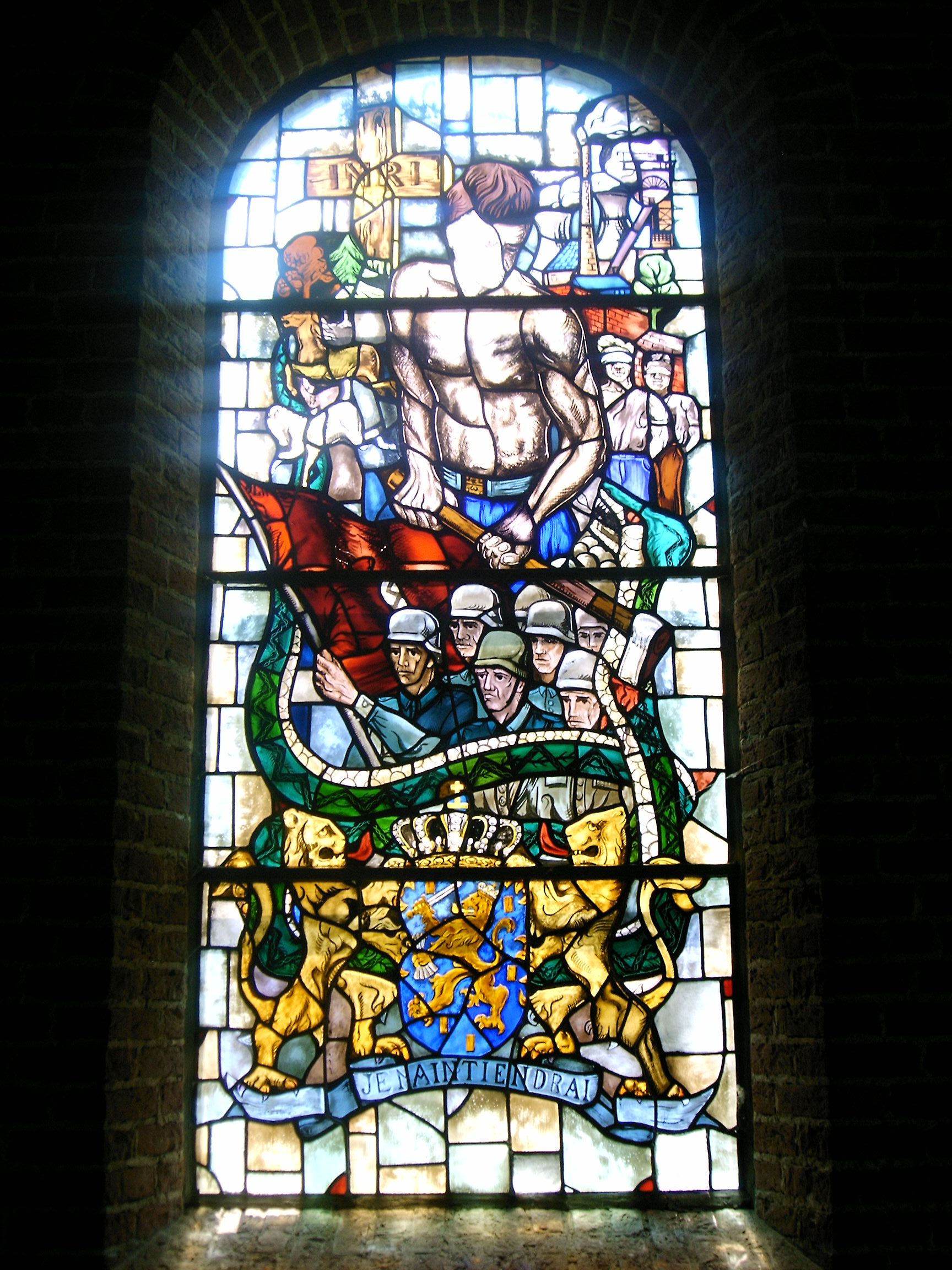
Glasmålning utförd av Edlef Romeny.

Edlef Wybo Rudolf Arthur ter Haar Romeny, född 14 februari 1926 i Sint-Michielsgestel, Nederländerna, död 25 december 2017 i Saint-Saturnin-lès-Apt, Frankrike, var en nederländsk-svensk målare, grafiker och glaskonstnär.

## Biografi
Han var son till prästen Barend ter Haar Romeny och Elisabeth Heetel och från 1955 gift med Gerd Alice Öfors och far till Odorico ter Haar Romeny. Han studerade glasmålning vid konstakademien i Arnhem 1943–1944 och tillbringade därefter som frivillig under tre år i den engelska armén. Han studerade därefter vid konstakademien i Antwerpen 1948–1951 som nederländska statens stipendiat. Han flyttade till Sverige 1955. Separat ställde han ut i Sorabaya i Indonesien 1948, Utrecht 1953, Galerie Æsthetica 1957 och på Norrköpings konstmuseum 1960. Tillsammans med Tonny Ros ställde han ut i Amsterdam 1950. I Nederländerna utförde han ett antal glasmålningar och muralmålningar i kyrkor och offentliga lokaler samt fyra små fönster i Jonsbergs kyrka och fönster för ett kapell i Motala. Hans bildkonst består av landskap, stilleben, porträtt och abstrakta kompositioner utförda i olja, akvarell, gouache, pastell eller i form av träsnitt. Romeny är representerad med ett självporträtt på Kunsthaus i Zürich, med oljemålningar på Stedelijk Museum i Amsterdam och Västerås konstmuseum.